# برنار چولویان
برنار چولویان (فرانسوی: Bernard Tchoullouyan‎؛ زادهٔ ۱۲ آوریل ۱۹۵۳ - درگذشته ۷ ژانویه ۲۰۱۹) یک جودوکار ارمنی‌تبار اهل فرانسه بود. وی دارنده عنوان جهانی در سال ۱۹۸۱ و مدال برنز بازی المپیک سال ۱۹۸۰ بود. چولویان در ۷ ژانویه ۲۰۱۹ در سن ۶۵ سالگی درگذشت. وی همچنین در ۱۲ ژوئیه ۲۰۱۳ برنده نشان لژیون دونور (شوالیه) شد.